# Yohan Flande
Yohan Carlos Flande Concepción (nacido el 27 de enero de 1986 en El Seibo) es un lanzador dominicano de béisbol profesional que actualmente es agente libre. Jugó para los Colorado Rockies en las Grandes Ligas (MLB) y para los Samsung Lions en la Liga Coreana (KBO).
Yohan fue reclutado en 2006 por los Filis de Filadelfia, pasando los próximos cinco años en el sistema de ligas menores del equipo. El 19 de diciembre de 2010, Flande llegó a un acuerdo de ligas menores con los Bravos de Atlanta.
En la Liga de Béisbol Invernal de la República Dominicana (LIDOM), Yohan Flande juega para Tigres del Licey, equipo de la ciudad de Santo Domingo. Yohan Flande fue seleccionado en el 5.º turno del Draft de Novatos del año 2009 por Los Toros del Este.